# 彼得魯·拉雷什
彼得魯·拉雷什（羅馬尼亞語：Petru Rareș，約1483年—1546年9月3日），摩爾達維亞沃伊沃德，1527年至1546年在位。

## 家庭
1530年，彼得魯·拉雷什與塞爾維亞的埃列娜結婚，兩人共有2子2女：
1. 伊里亞斯（英语：Ilie II Rareș）（1531年—1562年）
2. 斯特凡（英语：Ștefan VI Rareș）（？年—1552年）
3. 盧克山德拉（英语：Ruxandra Lăpușneanu）（1538年—1570年）